# Abel Hovelacque

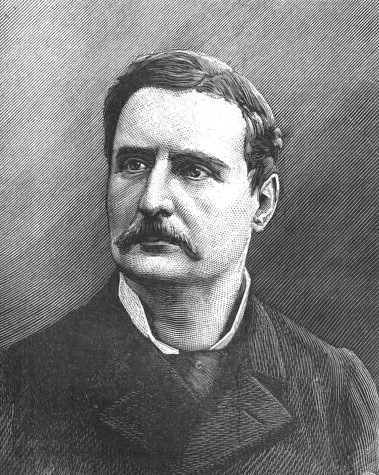
Abel Hovelacque.

Alexandre Abel Hovelacque, född den 14 november 1843 i Paris, död där den 22 februari 1896, var en fransk antropolog och språkforskare. Han var far till anatomen André Hovelacque.
Hovelacque, som var rektor för École d'anthropologie i Paris, tillämpade strängt darwinismen på språkvetenskapen och författade bland annat den första zendgrammatiken på franska (1869), La linguistique (1875; 4:e upplagan 1888), Notre ancêtre (1877), L'Avesta, Zoroastre et le mazdéisme (1880), Les races humaines (1882), Les débuts de l'humanité (samma år) och Précis d'anthropologie (tillsammans med Georges Hervé, 1886). Hovelacque, radikal vänsterman i politiken, var medlem av och en tid president i Paris kommunstyrelse och 1889–93 av deputeradekammaren. 